# Champs-sur-Marne

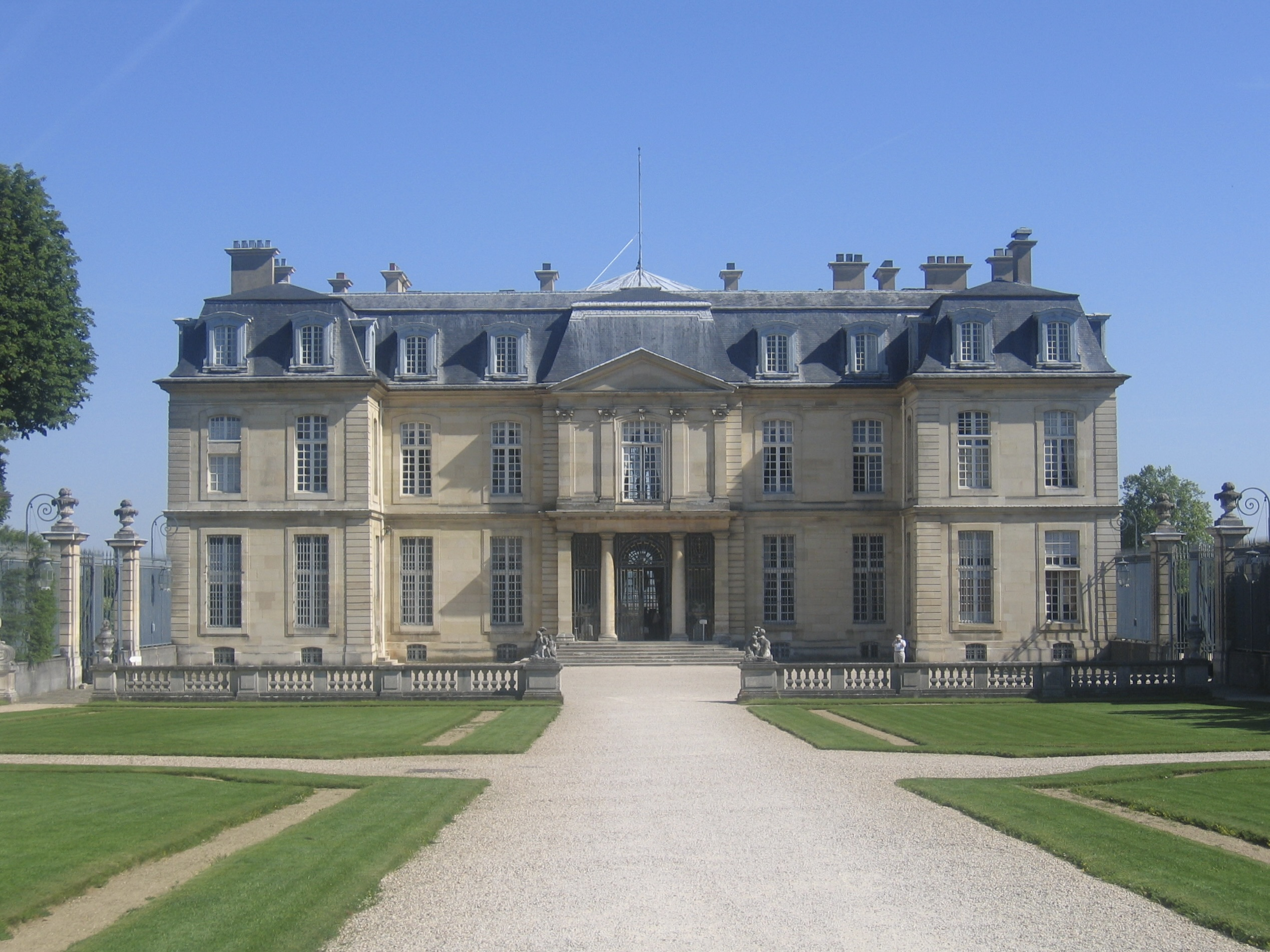
Slottet i Champs-sur-Marne.

Champs-sur-Marne (franskt uttal: [ʃɑ̃ syʁ maʁn]
 ( lyssna)) är en kommun i departementet Seine-et-Marne i regionen Île-de-France i norra Frankrike. Kommunen ligger i kantonen Champs-sur-Marne som tillhör arrondissementet Torcy. År 2022 hade Champs-sur-Marne 26 661 invånare.
Kommunen är en av de östliga förorterna till Paris. Kommunen ligger 18,2 kilometer från Paris centrum.

## Befolkningsutveckling
| Befolkningsutvecklingen i Champs-sur-Marne 1968–2021 | Befolkningsutvecklingen i Champs-sur-Marne 1968–2021 | Befolkningsutvecklingen i Champs-sur-Marne 1968–2021 | Befolkningsutvecklingen i Champs-sur-Marne 1968–2021 | Befolkningsutvecklingen i Champs-sur-Marne 1968–2021 |
| ---------------------------------------------------- | ---------------------------------------------------- | ---------------------------------------------------- | ---------------------------------------------------- | ---------------------------------------------------- |
|                                                      |                                                      |                                                      |                                                      |                                                      |
| År                                                   |                                                      |                                                      | Folkmängd                                            |                                                      |
| 1968                                                 | 1968                                                 |                                                      | 4 446                                                |                                                      |
| 1975                                                 | 1975                                                 |                                                      | 5 095                                                |                                                      |
| 1982                                                 | 1982                                                 |                                                      | 16 739                                               |                                                      |
| 1990                                                 | 1990                                                 |                                                      | 21 611                                               |                                                      |
| 1999                                                 | 1999                                                 |                                                      | 24 553                                               |                                                      |
| 2007                                                 | 2007                                                 |                                                      | 24 333                                               |                                                      |
| 2015                                                 | 2015                                                 |                                                      | 25 052                                               |                                                      |
| 2021                                                 | 2021                                                 |                                                      | 25 695                                               |                                                      |

## Utbildning
- École nationale des ponts et chaussées